# Campionati italiani estivi di nuoto 1990
I Campionati italiani estivi di nuoto 1990 si sono svolti a San Donato Milanese, nella piscina del Centro Sportivo SNAM tra il 1º agosto e il 4 agosto 1990.

## Podi

### Uomini
| Evento               | Oro                                                                                                 | Tempo        | Argento                     | Tempo    | Bronzo                      | Tempo        |
| Stile libero         | |              |                             |          |                             |              |
| 50 m                 | Antonio Consiglio                                                                                   | 23"63        | Alessandro Cecchini         | 23"71    | René Gusperti               | 23"82        |
| 100 m                | Giorgio Lamberti                                                                                    | 49"81        | Roberto Gleria              | 50"87    | Alessandro Ciucci           | 51"92        |
| 200 m                | Giorgio Lamberti                                                                                    | 1'47"48      | Massimo Trevisan            | 1'48"66  | Roberto Gleria              | 1'50"23      |
| 400 m                | Massimo Trevisan                                                                                    | 3'53"03      | Emanuele Idini              | 3'54"60  | Bruno Zorzan                | 3'58"15      |
| 1500 m               | Massimiliano Bensi                                                                                  | 15'31"47     | Francesco Damiani           | 15'38"85 | Piermaria Siciliano         | 15'45"60     |
| Dorso                | |              |                             |          |                             |              |
| 100 m                | Emanuele Merisi                                                                                     | 57"97        | Luca Bianchin               | 58"91    | Giuseppe Tiano              | 58"95        |
| 200 m                | Luca Bianchin                                                                                       | 2'03"83      | Emanuele Merisi             | 2'03"85  | Moreno Gallina              | 2'09"53      |
| Rana                 | |              |                             |          |                             |              |
| 100 m                | Gianni Minervini                                                                                    | 1'02"88      | Andrea Cecchi               | 1'03"12  | Francesco Postiglione       | 1'04"23      |
| 200 m                | Francesco Postiglione                                                                               | 2'17"19 - RI | Andrea Cecchi               | 2'17"76  | Fabio Fusi                  | 2'21"05      |
| Farfalla             | |              |                             |          |                             |              |
| 100 m                | Leonardo Michelotti                                                                                 | 54"86 - RI   | Marco Braida                | 55"26    | Luca Belfiore               | 55"67 - RIJC |
| 200 m                | Marco Braida                                                                                        | 2'00"31      | Andrea Palloni              | 2'02"46  | Luca Sacchi                 | 2'02"55      |
| Misti                | |              |                             |          |                             |              |
| 200 m                | Luca Sacchi                                                                                         | 2'04"00      | Lorenzo Benucci             | 2'05"39  | Andrea Palloni              | 2'06"78      |
| 400 m                | Luca Sacchi                                                                                         | 4'22"15      | Andrea Palloni              | 4'27"99  | Dimitri Ricci               | 4'29"20      |
| Staffette            | |              |                             |          |                             |              |
| 4x100 m stile libero | Leonessa Brescia Giorgio Lamberti Marco Colombo Leonardo Michelotti Roberto Gleria                  | 3'25"96      | Centro Sportivo Carabinieri | 3'28"88  | Rari Nantes Spezia          | 3'30"01      |
| 4x200 m stile libero | Centro Sportivo Carabinieri Simone Nannucci Dario Taraboi Cerruti Massimo Trevisan                  | 7'37"35      | DDS                         | 7'40"45  | Imperidomar                 | 7'44"90      |
| 4x100 m mista        | Aurelia Roma Roberto Cassio 1'00"10 Gianni Minervini 1'02"17 Luca Belfiore 55"63 Danilo Lanzi 51"84 | 3'49"74 - RI | Leonessa Brescia            | 3'51"19  | Centro Sportivo Carabinieri | 3'53"22      |

### Donne
| Evento               | Oro | Tempo        | Argento                    | Tempo   | Bronzo               | Tempo   |
| Stile libero         | |              |                            |         |                      |         |
| 50 m                 | Viviana Susin                                                                                             | 26"62        | Cristina Chiuso            | 26"63   | Ilaria Sciorelli     | 27"13   |
| 100 m                | Ilaria Sciorelli                                                                                          | 57"50 - RCJ  | Laura Spinadin             | 58"68   | Viviana Susin        | 58"76   |
| 200 m                | Manuela Melchiorri                                                                                        | 2'04"41      | Tanya Vannini              | 2'04"57 | Nadia Pautasso       | 2'04"71 |
| 400 m                | Manuela Melchiorri                                                                                        | 4'13"47      | Giuliana Fiscon            | 4'17"50 | Antonella Zizzamia   | 4'18"34 |
| 800 m                | Manuela Melchiorri                                                                                        | 8'39"78      | Ferrarini                  | 8'42"77 | Giuliana Fiscon      | 8'45"62 |
| Dorso                | |              |                            |         |                      |         |
| 100 m                | Lorenza Vigarani                                                                                          | 1'04"42      | Barbara Scaini             | 1'04"55 | Laura Savarino       | 1'06"28 |
| 200 m                | Lorenza Vigarani                                                                                          | 2'16"77      | Laura Savarino             | 2'18"88 | Francesca Salvalajo  | 2'20"40 |
| Rana                 | |              |                            |         |                      |         |
| 100 m                | Manuela Dalla Valle                                                                                       | 1'10"50      | Rossella Pescatori         | 1'13"17 | Cristiana Giordano   | 1'13"83 |
| 200 m                | Manuela Dalla Valle                                                                                       | 2'28"64 - RI | Cristiana Giordano         | 2'35"01 | Annalisa Nisiro      | 2'36"01 |
| Farfalla             | |              |                            |         |                      |         |
| 100 m                | Ilaria Tocchini                                                                                           | 1'01"90      | Elena Morgantini           | 1'03"91 | Stefania Lanzillotta | 1'04"35 |
| 200 m                | Ilaria Tocchini                                                                                           | 2'14"83      | Stefania Lanzillotta       | 2'17"80 | Stefania Piccoli     | 2'17"96 |
| Misti                | |              |                            |         |                      |         |
| 200 m                | Manuela Dalla Valle                                                                                       | 2'19"01      | Lara Bianconi              | 2'20"95 | Simona Dal Pont      | 2'21"64 |
| 400 m                | Annalisa Nisiro                                                                                           | 4'55"07      | Simona Dal Pont            | 4'56"07 | Alessandra Baldini   | 4'56"22 |
| Staffette            | |              |                            |         |                      |         |
| 4x100 m stile libero | Libertas Safa Torino Ilaria Sciorelli Nadia Pautasso Busso Data                                           | 3'55"25      | De Gregorio                | 3'58"46 | Aurelia              | 3'58"53 |
| 4x200 m stile libero | Libertas Safa Torino Nadia Pautasso 2'05"44 Mara Data 2'06"30 Ilaria Sciorelli 2'06"05 Passarello 2'08"47 | 8'26"27      | Rari Nantes Calpeda Veneto | 8'30"80 | Nuomil               | 8'26"29 |
| 4x100 m mista        | Libertas Safa Torino Laura Savarino Cristiana Giordano Passarello Ilaria Sciorelli                        | 4'25"55      | Aurelia                    | 4'27"22 | Livorno Nuoto        | 4'27"99 |